# لورانس ويستبروك
لورانس ويستبروك (بالإنجليزية: Lawrence Westbrook)‏ مواليد 17 يناير 1988 في تشاندلر، هو لاعب كرة سلة أمريكي بدأ مسيرته الاحترافية في سنة 2010. يبلغ طوله 6 قدم 0 بوصة (1.8 م). لعب مع فريق نيكار ريزن لودفيغسبورغ في ألمانيا.